# Classification de Troll et Paffen
La classification de Troll et Paffen est une classification des climats fondée sur les travaux de Carl Troll et Karlheinz Paffen qui se sont particulièrement intéressés aux relations entre le climat et la végétation. Ce système est notamment répandu dans les sciences de l’écologie. La répartition des climats est basée sur l’observation des variations annuelles des éléments du climat (irradiation, température, précipitations). Développée à partir de 1948 par Troll avec la présentation d'un travail sur les « ceintures climatiques de végétation de la terre », elle aboutit en 1964 à la publication d'une carte montrant leur classification des climats,.

## Zones climatiques
Elle divise la surface du globe en cinq grandes zones climatiques (I, II, III, IV, V), exclusivement à partir de données thermiques. Ces zones sont ensuite subdivisées en sous-climats en faisant intervenir les autres critères, en particulier l’humidité.
Les cinq critères de base sont :
C : température moyenne du mois le plus chaud
F : température moyenne de mois le plus froid
A : amplitude thermique annuelle
V : durée de la période de végétation (nombre de jours dont la température moyenne est supérieure à 5 °C)
h : nombre de mois humides

## Définition des climats
I. Zones polaire et subpolaire
I 1. Climats très polaires
I 2. Climats polaires (C < 6 °C)
I 3. Climats subarctiques de toundra (C de 6 à 10 °C, F < −8 °C)
I 4. Climats subpolaires très océaniques (C de 5 à 12 °C, F de −8 à 2 °C, A < 13 °C)
II. Zone boréale tempérée froide
II 1. Climats boréaux océaniques (C de 10 à 15 °C, F entre -3 et 2 °C, V de 120 à 180 °C)
II 2. Climats boréaux continentaux (C de 10 à 20 °C, A de 20 40°C, V de 100 à 150 °C)
II 3. Climats boréaux très continentaux (C de 10 à 20 °C, F < −25 °C, A > 40 °C)
III. Zones tempérées fraîches
Climats forestiers :
III 1. Climats très océaniques (C < 15 °C, F de 2 à 10 °C, A < 10 °C)
III 2. Climats océaniques (C < 20 °C, F > 2 °C, A < 16 °C)
III 3. Climats subocéaniques (F de −3 à 2 °C, A de 16 à 25 °C, V > 200 °C)
III 4. Climats subcontinentaux (C < 20 °C, A de 20 à 30 °C, V de 160 à 210 °C)
III 5. Climats continentaux (C de 15 à 20 °C, F de −20 -10°C, A de 30 40°C, V de )
III 6. Climats très continentaux (C > 20 °C, F de −30 à −10 °C, A > 40 °C)
III 7a. Climats à été chaud et été humide (C de 20 à 26 °C, F de −8 à 0 °C, A de 25 35°C)
III 7b. Climats à été chaud et hiver humide (C entre 20 26°C, F de −6 2°C)
III 8. Climats à été chaud et toujours humide (C de 20 26°C, F de −6 2°C, A de 20 à 30 °C)
Climats steppiques :
III 9. Climats steppiques humides à hiver froid (F < 0 °C, h > 6)
III 9a. Climats steppiques humides à hiver doux (F > 0 °C, h > 6)
III 10. Climats steppiques secs à hiver froid (F < 0 °C, h < 6)
III l0a. Climats steppiques secs à hiver doux
III 11. Climats steppiques à été humide et hiver froid (F < 0 °C)
III 12. Climats désertiques et semi-désertiques à hiver froid (F < 0 °C)
III 12a. Climats désertiques et semi-désertiques à hiver doux (F de 0 à 6 °C)
IV. Zones subtropicales tempérées chaudes
(F de 2 à 13 °C dans l'hémisphère nord, de 6 à 13 °C dans l'hémisphère sud)
IV 1. Climats méditerranéens à été sec et hiver humide (h > 5)
IV 2. Climats steppiques à été sec et hiver humide (h < 5)
IV 3. Climats steppiques à court été humide (h < 5)
IV 4. Climats à hiver sec et long été humide (h entre 6 et 9)
IV 5. Climats désertiques et semi-désertiques (h < 2)
IV 6. Climats de la Prairie, humide en permanence (h >10)
IV 7. Climats humides en permanence, à été chaud.
V. Zone tropicale
V 1. Climats tropicaux toujours pluvieux (h > 9,5)
V 2. Climats tropicaux à humidité d’été accentuée (h entre 7 et 9,5)
V 3. Climats tropicaux à saison humide et saison sèche (h entre 4,5 et 7)
V 4. Climats tropicaux secs (h entre 2 et 4,5)
V 5. Climats tropicaux semi-désertiques et désertiques (h < 2)